# San Marino en los Juegos Europeos
San Marino en los Juegos Europeos está representado por el Comité Olímpico Nacional Sanmarinense, miembro de los Comités Olímpicos Europeos. Ha obtenido un total de 2 medallas: 1 de plata y 1 de bronce.

## Medalleros

### Por edición
| Evento        | Oro | Plata | Bronce | Total |
| ------------- | --- | ----- | ------ | ----- |
| Bakú 2015     | 0   | 1     | 1      | 2     |
| Minsk 2019    | 0   | 0     | 0      | 0     |
| Cracovia 2023 | 0   | 0     | 0      | 0     |
| TOTAL         | 0   | 1     | 1      | 2     |

### Por deporte
| Evento | Oro | Plata | Bronce | Total |
| ------ | --- | ----- | ------ | ----- |
| Tiro   | 0   | 1     | 1      | 2     |
| TOTAL  | 0   | 1     | 1      | 2     |